# Black Hill (del av en befolkad plats i Australien, Victoria, lat -37,55, long 143,87)
Black Hill är en del av en befolkad plats i Australien. Den ligger i delstaten Victoria, omkring 100 kilometer väster om delstatshuvudstaden Melbourne. Antalet invånare är 2 131.
Runt Black Hill är det ganska glesbefolkat, med 22 invånare per kvadratkilometer.. Närmaste större samhälle är Ballarat, nära Black Hill.
I omgivningarna runt Black Hill växer huvudsakligen savannskog. Genomsnittlig årsnederbörd är 764 millimeter. Den regnigaste månaden är juni, med i genomsnitt 94 mm nederbörd, och den torraste är januari, med 26 mm nederbörd.